# Wiener Unisono
Wiener Unisono bezeichnet eine Instrumentationstechnik, bei der eine Ober- oder Mittelstimme hervorgehoben wird, indem sie sowohl eine Oktave tiefer als auch eine Oktave höher verdoppelt wird (ähnlich einer Orgelregistrierung 16′ + 8′ + 4′). Eine typische Kombination ist dabei die Verwendung einer Violingruppe für die Normallage, einer Querflöte für die höhere und eines Fagotts für die tiefere Oktavlage. Für die Normallage können stattdessen auch eine Oboe oder eine Klarinette verwendet werden.
Die Herkunft des Begriffs ist unklar; belegen lässt er sich ab den 1930er Jahren. Zielen dürfte er darauf, dass diese Technik bei den Vertretern der Wiener Klassik häufig anzutreffen ist. Beispiele finden sich in Musik des 18. Jahrhunderts aber auch bei anderen Komponisten.
Beispiele (chronologisch):
- Johann Christian Bach, Sinfonia zu Lucio Silla (1774), 2. Satz, T. 17-20 (Fl./Vl.1/Fag.)
- Wolfgang Amadeus Mozart, Jupiter-Symphonie KV 551 (1788), 2. Satz, T. 9-11 (Fl./Vl.1/Fag.)
- Joseph Haydn, Sinfonie in G-Dur Hob. I/94 (1791), 4. Satz, T. 31-38 (Fl./Vl.1/Fag.)